# Grup Comunicació 21
Comunicació 21 és un grup de comunicació que edita una vintena de diaris locals gratuïts sota la marca Línia a l'àrea metropolitana de Barcelona, com ara Línia Vallès o Línia Nord, els quals tenen una tirada de 400.000 exemplars. El maig de 2021 va posar en marxa el digital Línia, el diari metropolità. També edita els portals Comunicació 21 —que va tenir una secció d'internacional amb corresponsalies a Nova York, París i Hong Kong—, Cultura 21, Exterior i Espai.Mèdia, així com el setmanari metropolità en castellà loMejor.
El grup també va editar durant anys la revista sobre espectacle i tendències culturals Benzina, estrenada el 2 de març de 2006. Benzina incloïa un apartat d'opinió, amb firmes com Sebastià Alzamora, Víctor Alexandre o Enric Vila, entre d'altres, i formava part de l'Associació de Publicacions Periòdiques en Català, que li va atorgar el premi a la millor nova revista el 2006.
L'octubre de 2011 els treballadors de Comunicació 21 van denunciar l'acomiadament d'una quinzena de persones, que l'editor va atribuir a les dificultats econòmiques.